# Kulturni marksizam
Kulturni marksizam ili kulturni boljševizam (njem. Kulturmarxismus, engl. Cultural Marxism) termin je koji označava – osobito u konzervativnim krugovima u SAD-u – navodno djelovanje intelektualaca na političkoj ljevici, kojima se pripisuje vođenje »akademskog i intelektualnog kulturnog rata« (Kulturkampf) čiji je cilj »sustavno uništavanje zapadne kulture i tradicije«. Neki se autori terminom »kulturni marksizam« koriste kako bi opisali marksistička nastojanja za ostvarivanjem kulturnog utjecaja u društvima zapadnih zemalja.
Neki politolozi i filozofi smatraju da širenje predodžbe o kulturnom marksizmu predstavlja teoriju urote, koja sadrži antisemitske elemente.
Belgijski politolog Jerome Jamin ukazuje da se su terminom »kulturni marksizam« koristili i ljevičari i desničari kao iskaz posve otvorenih nastojanja marksizma da pridonesu temeljitoj promjeni društva, ali se kao politički korektni termin za takva nastojanja promovira u najnovije vrijeme naziv »kritička teorija« (koji marksist Douglas Kellner 2018. godine posve izričito koristi kao sinonim za »kulturni marksizam«), a autore koji nastavljaju koristiti termin »kulturni marksizam« se etiketira kao »teoretičare urote«.
Kao izdanak zapadnog marksizma (pogotovo misli Antonija Gramscija i Frankfurtske škole) čija popularnost kao metode izučavanja kulture raste 1960-tih, kulturni marksizam (tj. »kritička teorija«) tvrdi da povijesne pojave koje izgledaju kao tradicionalni kulturni fenomen u zapadnom društvu – primjerice težnja za individualnim postignućima povezana s kapitalizmom, nacionalizmom, nuklearnom obitelji, uloge spola, rase i drugi oblicima kulturnog identiteta – predstavljaju tek prikaze povijesnih zbivanja koji se koriste radi opravdanja i održavanja postojeće hijerarhije. Kulturni marksisti koriste marksističke metode (povijesna istraživanja, identifikacija gospodarskog interesa, proučavanje međusobno uvjetovanih odnosa između dijelova društvenog poretka) za tumačenja složenosti moći u suvremenom društvu te kako bi mogli kritizirati ono što je – kako kulturni marksisti predlažu – prirodno, ali je u stvari ideološki određeno.
Neki autori (većinom konzervativni) ističu povezanost liberalnih ideja s kulturnim marksizmom.

## Teorijski pogledi
Prema kritičkom teoretičaru Douglasu Kellneru, »mnogi marksistički teoretičari 20. stoljeća u rasponu od Györgya Lukácsa, Antonija Gramscija, Ernsta Blocha, Waltera Benjamina, i Theodora Adorna do Fredrica Jamesona i Terryja Eagletona poslužili su se marksističkom teorijom kako bi analizirali kulturne obrasce u odnosu na njihovu proizvodnju, njihovo usađivanje u društvo i povijest, te njihov utjecaj na publiku i društveni život.«
U djelu Dijalektika prosvjetiteljstva iz 1947. godine, Theodor Adorno i Max Horkheimer nastojali su objasniti zašto »tlačiteljski karakter kapitalizma« (za njih, nema nikakve sumnje da je tlačenje važna sastavnica kapitalizma) nije izazvao revolucije kako se nadao Marx. Tvrdili su da se odgovor nalazi u masovnoj kulturi, koju kapitalizam proizvodi slično kao što proizvodi i materijalne stvari; kapitalizam u popularnoj kulturi stvara sadržaje, čija je svrha stimuliranje konzumerizma i stvaranja profita. Kritičkim odnosom prema predodžbama koje »širokim narodnim masama« nameće kapitalistička industrija i s njom povezana kultura, prema mišljenju Adorna i Horkheimera može se pridonijeti »oslobođenju čovjeka«.

## Frankfurtska škola i kritička teorija
Frankfurtska škola je naziv koji se obično koristi radi opisivanja skupine intelektualaca koji su bili povezani s Institutom za društvena istraživanja Sveučilišta u Frankfurtu; tu su uključeni Theodor Adorno, Max Horkheimer, Ernst Bloch, Walter Benjamin, Erich Fromm, Herbert Marcuse, Wolfgang Fritz Haug i Jürgen Habermas. 1930-tih Institut za društvena istraživanja bio je prisiljen na zatvaranje zbog uspona NSDAP-a pa se 1933. preselio iz Njemačke u Ženevu, a 1934. u New York, gdje se povezao sa Sveučilištem Columbia. Njegov časopis Zeitschrift für Sozialforschung (Časopis za društvena istraživanja) u skladu s tim je preimenovan u Studies in Philosophy and Social Science (Proučavanja filozofije i društvenih znanosti), u kojima su objavljeni najutjecajniji radovi pripadnika škole.
Među ključnim radovima Frankfurtske škole bili su Adornova »o popularnoj glazbi«, koja je napisana zajedno s Georgeom Simpsonom i objavljena u Studies... 1941. godine. Adorna je zabrinula pojava uniformnosti u suvremenom masovnom društvu i prebacivanje individualnog umjetničkog izražavanja u masovnu proizvodnju standardiziranih roba. Tvrdio je da je popularna glazba po dizajnu i promociji »potpuno neprijateljski nastrojena prema idealu individualnosti u slobodnom, liberalnom društvu«, te je ustvrdio da je kultura ojačala »apsolutnu moć kapitalizma«. Zapaženo je ostalo i »Preispitivanje industrije kulture«, Adornovo radijsko predavanje iz 1963. godine.
Nakon 1945. godine dio tih preživjelih marksista vratio se kako u Zapadnu, tako i u Istočnu Njemačku. Adorno i Horkheimer su se 1953. vratili u Frankfurt i obnovili ondje Institut. U Zapadnoj Njemačkoj u kasnim 1950.-tim i ranim 1960.-tim oživljeno zanimanje za marksizam proizvelo je novu generaciju marksista koji su se bavili analiziranjem tema poput kulturnih promjena koje se odvijaju u fordističkom kapitalizmu, utjecaja novih vrsta popularne glazbe i umjetnosti na tradicionalne kulture te održavanje diskursa političkog poštenja u javnoj sferi.  Ovo obnovljeno zanimanje bilo je istaknuto u časopisu Das Argument. Tradicija misli povezane s Frankfurtskom škola je kritička teorija.
Svojevrsni klimaks doživjele su teorije kulturnog marskizma u studentskim prosvjedima širom Europe 1968. godine, u kojima glasnogovornik studenskih prosvjednika u Njemačkoj Rudi Dutscke stvara sintagmu o »dugom maršu kroz institicije« kao njegovo jezgrovito tumačenje Gramscijevih ideja o procesu gdje ljevičarski intelektualci trebaju demokratske institucije postupno iskoristiti radi uvođenja revolucionarnih promjena.

## Suvremena uporaba
Terminom »kulturni marksizam« neki se konzervativci koriste kako bi označili ideje, teorije i politike koje su, po njima, u suprotnosti s osnovnim tradicijskim vrijednostima zapadnog društva i kršćanske vjere. Konzervativni kritičari smatraju da je marksističko »podrivanje« u maniri frankfurtske škole istinska svrha tzv. političke korektnosti i multikulturalizma, čilje ciljeve konzervativci nerijetko poistovjećuju s kulturnim marksizmom.